# Sperrylita
La sperrylita es un mineral de la clase de los minerales sulfuros, y dentro de esta pertenece al llamado “grupo de la pirita”. Fue descubierta en 1889 cerca de Gran Sudbury, en el estado de Ontario (Canadá), siendo nombrada así en honor de Francis L. Sperry, químico estadounidense.

## Características químicas
Es un arseniuro simple de platino. El grupo de la pirita en que se encuadra son todos sulfuros o similares de un metal que cristalizan en el sistema cristalino cúbico. Los cristales pueden mostrar un intercrecimiento con una aleación de platino-hierro.
Además de los elementos de su fórmula, suele llevar como impurezas: iridio, rodio, hierro, cobre y antimonio.

## Formación y yacimientos
En yacimientos del platino, en rocas magmáticas, rocas pegmatitas básicas y en depóstios aluviales. Es de todos los minerales del platino el que presenta una más amplia distribución por el mundo.
Suele encontrarse asociado a otros minerales como: pirrotita, pentlandita, calcopirita, violarita, cubanita, bornita, esfalerita, galena, linneíta, magnetita, testibiopaladita, sudburyita, omeiíta, oro, amalgama de plomo, cromita, ilmenita, gersdorffita, pirita, millerita, estibina, niggliíta, oro argéntico, platino, merenskyita, kotulskita, cooperita o laurita.

## Usos
Se extrae en las minas como importante mena del platino.